# معركة قندوز
إستغرقت  معركة قندوز أشهراً طويلة ما بين أبريل وأكتوبر 2015 من أجل السيطرة على مدينة قندوز في شمال أفغانستان، مع مقاتلى طالبان لمحاولة طرد قوات الأمن الأفغانية. وفي يوم 28 سبتمبر، سيطرت حركة طالبان على المدينة، مع تراجع القوات الحكومية خارج المدينة. الاستيلاء على هذه المدينة يعد هو أول استيلاء على مدينة رئيسة من قبل حركة طالبان الأفغانية منذ عام 2001.